# تشن يانغ (مقدم تلفزيوني)
تشن يانغ (بالصينية: 陈扬) هو مقدم تلفزيوني صيني، ولد في 30 يوليو 1954.